# クリス・ピアット
クリス・ピアット（Chris Pyatt、1963年7月3日 - ）は、イギリスの男性プロボクサー。レスター出身。元WBO世界ミドル級王者。

## 来歴
1983年3月1日、プロデビュー。
1983年4月5日、歴戦のビリー・ワイシュと対戦し8回TKO勝ちを収めた。
1984年3月15日、パット・トーマスと対戦し10回判定勝ちを収めた。
1984年11月16日、ブライアン・アンダーソンと対戦し12回判定勝ちを収めた。
1985年9月23日、サビヤラ・ディアビーラと対戦し初黒星となる4回31秒TKO負けを喫した。
1986年2月19日、ロンドンのロイヤル・アルベルト・ホールでBBBofC英国スーパーウェルター級王者プリンス・ロドニーと対戦し9回50秒KO勝ちを収め王座獲得に成功した。
1986年9月17日、ジョン・バン・エルテレンとEBUヨーロッパスーパーウェルター級王座決定戦で対戦し初回1分37秒TKO勝ちを収め王座獲得に成功した。
1987年1月28日、後のIBF世界スーパーウェルター級王者でスーパーウェルター級世界王座最多防衛記録を持つことになるジャンフランコ・ロッシと対戦し12回判定負けを喫し初防衛に失敗し王座から陥落した。
1988年12月1日、クノウ・ブラウンと対戦し2回1分45秒TKO勝ちを収めた。
1989年5月17日、ダニエル・オマール・ドミンゲスと対戦し10回TKO勝ちを収めた。
1990年10月23日、レスターのグランブリー・ハーレスでWBO世界スーパーウェルター級王者ジョン・デビッド・ジャクソンと対戦し12回0-3(109-118、111-117、112-116)の判定負けを喫し王座獲得に失敗した。
1991年11月5日、クレイグ・トローテルとコモンウェルスイギリス連邦スーパーウェルター級王座決定戦を行い12回判定勝ちを収め王座獲得に成功した。
1992年2月1日、アンブローズ・ミリーロと対戦し3回1分30秒TKO勝ちを収め初防衛に成功した。
1992年4月28日、ジェームス・タピーシャと対戦し初回2分17秒TKO勝ちを収め2度目の防衛に成功した。
1992年10月27日、グランブリー・ハーレスでWBCインターナショナルミドル級王者アドルフォ・カバレロと対戦し5回KO勝ちを収め王座獲得に成功した。
1993年5月19日、レスターのグランブリー・ハーレスでジェラルド・マクレランが指名試合よりWBC世界ミドル級王者ジュリアン・ジャクソンとの王座統一戦を優先した為剥奪されて空位となったWBO世界ミドル級王座決定戦で元WBA世界ミドル級王者スンブ・カランベイと対戦し12回3-0(115-113、116-114、116-113)の判定勝ちを収め王座獲得に成功した。
1993年9月18日、ウーゴ・アントニオ・コルチと対戦し6回1分58秒KO勝ちを収め初防衛に成功した。
1994年2月9日、マーク・キャメロンと対戦し初回3分7秒KO勝ちを収め2度目の防衛に成功した。
1994年5月11日、スティーブ・コリンズと対戦したが5回2分27秒逆転TKO負けを喫し3度目の防衛に失敗し王座から陥落した。
1995年12月16日、カーディフのウェールズ・インスティテュート・オブ・スポーツでコモンウェルスイギリス連邦スーパーウェルター級王者ケビン・ケリーと対戦し12回判定勝ちを収め4年ぶりの王座返り咲きに成功した。
1996年7月6日、マンチェスターでスティーブ・フォスターと対戦し12回判定負けを喫し初防衛に失敗し王座から陥落した。
1997年5月3日、モウリス・フォーブスと対戦し8回判定勝ちを最後に現役を引退した。

## 獲得タイトル
- BBBofC英国スーパーウェルター級王座
- EBUヨーロッパスーパーウェルター級王座
- コモンウェルスイギリス連邦スーパーウェルター級王座
- WBCインターナショナルミドル級王座
- 第5代WBO世界ミドル級王座（防衛2）